# Dărmănești (Bacău)
Dărmăneşti  (in ungherese Dormánfalva) è una città della Romania di 14 371 abitanti, ubicata nel distretto di Bacău, nella regione storica della Moldavia.
Oltre al centro abitato principale, fanno parte della città le località Dărmăneasca, Lapoş, Păgubeni, Plopu, Sălătruc.